# Hypnogaja
Hypnogaja — американская рок-группа из Лос-Анджелеса, Калифорния. Первоначальная раскрутка происходила в интернете, с помощью MySpace и iTunes. Выпустила 5 студийных альбомов.
Название образовано от греческого слова «Hypnagogia», что означает гипнагогию. Этот порог сознания включает в себя такие ментальные явления, как галлюцинации и лунатизм.

## История
Группа была сформирована в 1999 году вокалистом Джейсоном Арнольдом и клавишником Марком Нубаром. Первоначально Hypnogaja являлась электронным проектом, с которым ещё сотрудничал клавишник Шон Брукс.
К 2000 году к группе присоединились басист, гитарист и барабанщик, и Hypnogaja стала полноценной группой, углубившись уже в рок с небольшими элементами хип-хопа. Постепенно группа приобщилась и к концертной деятельности в США и Канаде, успев выступить с Shinedown, Saliva, 311, Cold и многими другими.
Первый альбом Revolution звучит в стилях электро и фанк. Далее же, по мере включения новых участников в коллектив, звучание группы существенно тяжелеет. 16 февраля 2002 года выходит новый альбом «Post-Hypnotic Stress Disorder». Одна из песен с него, «Outside, Looking In», будет включена в фильм Кэрри, ремейк фильма Брайана Де Пальмы, основанного на романе классика Стивена Кинга.
В 2003 вышел альбом Kill Switch. Стиль группы стал ещё мощнее и тяжелее, популярность существенно возросла — на Amazon.com по состоянию на 2010 год альбом был раскуплен тиражом в 133658 копий.
24 мая 2005 года поступил в продажу альбом Below Sunset, ставший самым популярным релизом группы. Суперхитом стала композиция «Here Comes the Rain Again», являющаяся кавером на одноименную песню Eurythmics. Некоторые композиции попали в саундтреки: «Looking Glass» — в фильм Алиса в Стране чудес, и «They Don’t Care» — в видеоигру FlatOut: Ultimate Carnage.
30 июня 2009 года вышел пятый студийный альбом группы — Truth Decay, ставший первой концептуальной работой Hypnogaja. Пластинка имеет футуристическую склонность и навеяна стилистикой групп 70-х и 80-х годов — таких, как Blondie и Queen. Альбом получил положительные отзывы — Outburn Magazine поставил ему оценку 9 из 10, другие отозвались не менее положительно.
19 ноября 2009 группа была номинирована Hollywood Music как «лучший альтернативный артист» и одержала победу. На церемонии награждения Hypnogaja исполнила песню «Welcome To The Future».

## Стилистика и влияние
Музыка Hypnogaja — это комбинация театрального рок-н-ролла с элементами альтернативной и электронной музыки с некоторым ретро-влиянием.

Среди любимых исполнителей нашего вокалиста — Энни Леннокс, Шинейд О’Коннор, Нина Симон. Также ему нравятся Beastie Boys и ранний хип-хоп. Некоторые ребята из группы обожают Metallica. На меня сильное влияние оказали ретро-музыка и электро-группы а-ля Eurythmics. Я — большой фанат Донны Саммер. 
Оригинальный текст (англ.)Our lead singer Jason's favorite singers include Annie Lennox, Sinead O'Connor and Nina Simone, and he also likes the Beastie Boys and early hip-hop. Some of the guys in the bands are Metallica-heads. I have a lot of retro influences, I like electro stuff like the Eurythmics, I'm a huge Donna Summer fan.— Адриан Барнардо в интервью, посвящённому SXSW 2010.

## Дискография

### Студийные альбомы
- 1999: Revolution
- 2002: Post-Hypnotic Stress Disorder
- 2003: Kill Switch
- 2005: Below Sunset
- 2009: Truth Decay

### Компиляции
- 2003: Bridge To Nowhere (released only in Germany)
- 2004: White Label, Vol. 1
- 2006: Acoustic Sunset: Live At The Longhouse
- 2007: Audio From Last Night’s Dream
- 2007: Mixtape

### EP и синглы
- 2008: The March
- 2009: I Can See Into Forever (Sammy Allen featuring Hypnogaja)
- 2009: Apocalyptic Love Song
- 2009: Worship Me (I’m On TV)
- 2010: Welcome To The Future / On The Radio [Digital 45]
- 2011: Dark Star (02/15)
- 2020: Lovesick
- 2022: Circle of Hate

### Видеоклипы
- Nothing Box
- Home
- They Don’t Care
- Misery
- Quiet
- Silver Star
- The Spaceman (Live Acoustic Version)
- The March
- Apocalyptic Love Song (Live Acoustic Version)
- Dark Star (featuring Slimkid3 of The Pharcyde)
- Welcome To The Future

## Состав
- Джейсон Арнольд — вокал
- Адриан Барнардо — ударные
- Марк Нубар Доникиан — клавишные
- Брайан Фэррар — бас-гитара
- Эйб Паркер — электрогитара